# (15411) 1997 YL1
(15411) 1997 YL1 es un asteroide perteneciente al cinturón de asteroides, descubierto el 18 de diciembre de 1997 por el equipo del Beijing Schmidt CCD Asteroid Program desde la Estación Xinglong, Hebei, China.

## Designación y nombre
Designado provisionalmente como 1997 YL1.

## Características orbitales
1997 YL1 está situado a una distancia media del Sol de 2,360 ua, pudiendo alejarse hasta 2,661 ua y acercarse hasta 2,059 ua. Su excentricidad es 0,128 y la inclinación orbital 6,500 grados. Emplea 1324,60 días en completar una órbita alrededor del Sol.
Pertenece a la familia de asteroides de (4) Vesta.

## Características físicas
La magnitud absoluta de 1997 YL1 es 14,06. Tiene 3,422 km de diámetro y su albedo se estima en 0,658.